# Adacnarca nitens
Adacnarca nitens is een tweekleppigensoort uit de familie van de Philobryidae. De wetenschappelijke naam van de soort is voor het eerst geldig gepubliceerd in 1903 door Pelseneer.